# Антонио (сеньор Монако)
Антонио Гримальди (итал. Antonio Grimaldi, фр. Antoine Grimaldi) — соправитель-сеньор Монако в 1352—1357 годах. Младший сын Ланфранко Гримальди, французского викария Прованса, и его жены Аурелии дель Карретто.
В 1352 году стал соправителем своего племянника Карла I вместе с его сыновьями Ренье и Габриэлем, совместно с которыми правил до 1357 года, когда Монако было занято генуэзскими войсками. Карл I погиб при осаде.
Был женат на Катерине Дориа, у них был один сын — Лука.
Умер ок. 1358 года.